# Mauritánia az 1988. évi nyári olimpiai játékokon
Mauritánia a dél-koreai Szöulban megrendezett 1988. évi nyári olimpiai játékok egyik részt vevő nemzete volt. Az országot az olimpián 2 sportágban 6 sportoló képviselte, akik érmet nem szereztek.

## Atlétika
Férfi
| Versenyző            | Versenyszám | Előfutam | Előfutam | Előfutam | Elődöntő | Elődöntő | Elődöntő | Döntő   | Döntő    |
| Versenyző            | Versenyszám | Idő      | Hely.    | Össz.    | Idő      | Hely.    | Össz.    | Idő     | Helyezés |
| -------------------- | ----------- | -------- | -------- | -------- | -------- | -------- | -------- | ------- | -------- |
| Mohamed Ould Khayar  | 1500 m      | 4:12,18  | 15.      | 58.      | kiesett  | kiesett  | kiesett  | kiesett | kiesett  |
| Mohamed Ould Khalifa | 5000 m      | 15:18,64 | 17.      | 51.      | kiesett  | kiesett  | kiesett  | kiesett | kiesett  |

## Birkózás
Kötöttfogású
| Versenyző      | Versenyszám | Vigaszágas kiesés | Vigaszágas kiesés | Helyosztók        | Helyosztók        | Bronz- mérkőzés   | Döntő             | Helyezés    |
| Versenyző      | Versenyszám | Vigaszágas kiesés | Vigaszágas kiesés | 7. helyért        | 5. helyért        | Bronz- mérkőzés   | Döntő             | Helyezés    |
| Versenyző      | Versenyszám | Ellenfél Eredmény | Hely.             | Ellenfél Eredmény | Ellenfél Eredmény | Ellenfél Eredmény | Ellenfél Eredmény | Helyezés    |
| -------------- | ----------- | --- | ----------------- | ----------------- | ----------------- | ----------------- | ----------------- | ----------- |
| Samba Adama    | 90 kg       | A csoport · Jeórjiosz Pikilídisz (GRE) · kétvállas · Atanasz Komsev (BUL) · kétvállas                                                  | 10.               | kiesett           | kiesett           | kiesett           | kiesett           | helyezetlen |
| Oumar Samba Sy | 100 kg      | B csoport · Maisiba Obwoge (KEN) · kétvállas · Sören Claeson (SWE) · kétvállas · a 3. fordulóban erőnyerő · a 4. fordulóban nem indult | 5.                | kiesett           | kiesett           | kiesett           | kiesett           | helyezetlen |

Szabadfogású
| Versenyző        | Versenyszám | Vigaszágas kiesés | Vigaszágas kiesés | Helyosztók        | Helyosztók        | Bronz- mérkőzés   | Döntő             | Helyezés    |
| Versenyző        | Versenyszám | Vigaszágas kiesés | Vigaszágas kiesés | 7. helyért        | 5. helyért        | Bronz- mérkőzés   | Döntő             | Helyezés    |
| Versenyző        | Versenyszám | Ellenfél Eredmény | Hely.             | Ellenfél Eredmény | Ellenfél Eredmény | Ellenfél Eredmény | Ellenfél Eredmény | Helyezés    |
| ---------------- | ----------- | --- | ----------------- | ----------------- | ----------------- | ----------------- | ----------------- | ----------- |
| Salem Ould Habib | 74 kg       | B csoport · Gary Holmes (CAN) · 0–15 · Lodoin Enkhbayar (MGL) · kétvállas                                                                              | 11.               | kiesett           | kiesett           | kiesett           | kiesett           | helyezetlen |
| Samba Adama      | 90 kg       | A csoport · Iraklísz Deszkulídisz (GRE) · kétvállas · Graeme English (GBR) · kétvállas                                                                 | 12.               | kiesett           | kiesett           | kiesett           | kiesett           | helyezetlen |
| Babacar Sar      | 100 kg      | B csoport · Alesana Sione (ASA) · kétvállas · Maisiba Obwoge (KEN) · kétvállas · Robotka István (HUN) · kétvállas · Georgi Karadusev (BUL) · kétvállas | 6.                | kiesett           | kiesett           | kiesett           | kiesett           | helyezetlen |